# Andrena subrubicunda
Andrena subrubicunda is een vliesvleugelig insect uit de familie Andrenidae. De wetenschappelijke naam van de soort is voor het eerst geldig gepubliceerd in 1986 door LaBerge.